# Sharon Adler

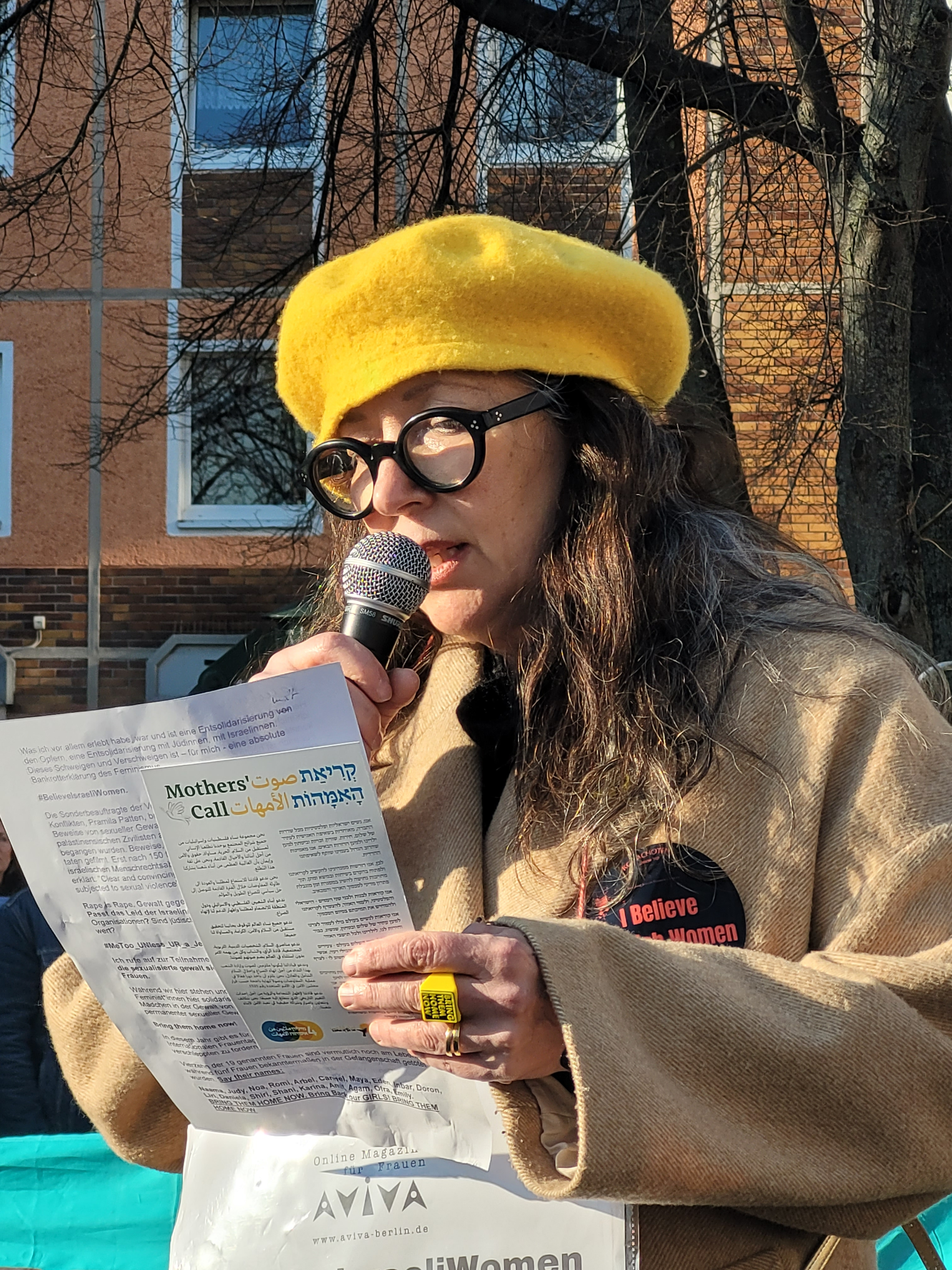
Sharon Adler als Rednerin beim Internationalen Frauentag, Berlin 2024

Judith Sharon Adler (geboren 1962 in West-Berlin) ist eine deutsche Journalistin und Fotografin. Im Jahr 1999 gründete sie das Frauen-Online-Magazin Aviva-Berlin. Themen der Website sind Veranstaltungen in Berlin, Literatur, Kultur, Politik und Jüdisches Leben. Außerdem initiierte Adler Schreibprojekte zur Geschichte jüdischer Frauen in Berlin und das jüdisch-muslimische Dialogprojekt für Jugendliche Schalom Aleikum. Sie ist Vorstandsvorsitzende von „Zurückgeben. Stiftung zur Förderung jüdischer Frauen in Kunst und Wissenschaft“ und wurde 2012 mit dem Berliner Frauenpreis ausgezeichnet.

## Leben
Sharon Adler ist die Nachfahrin von Holocaust-Überlebenden und Ermordeten. Ihre Urgroßmutter überlebte in Berlin, da sie durch ihre Ehe mit einem Nicht-Juden zunächst geschützt war und sich dann aber auch versteckte. Ihre Großmutter floh vor der Verfolgung nach Israel und musste ihre Tochter, Sharon Adlers Mutter, und ihren Ehemann zurücklassen. Ihr Mann wurde in Auschwitz ermordet. Sharon Adlers Mutter überlebte als Kind in einem Versteck bei einer Familie in den Niederlanden die Shoah. Nach dem Ende des Zweiten Weltkriegs lebte sie in einem Lager für Displaced Persons in Schlachtensee und ging dann über das  Internationale Rote Kreuz ins palästinensische Mandatsgebiet, wo sie ihre Mutter wieder fand. Nach einigen Jahren in Israel zog sie erst nach Istanbul, lebte dann in den Niederlanden und später in West-Berlin, wo sie 1962 ihre Tochter Sharon Adler bekam.
Weil ihre Mutter nach einem Motorradunfall lange im Krankenhaus war, wuchs Sharon Adler, die ihren Vater nie kennen lernte, zum Teil bei ihrer Urgroßmutter auf. Sie lebte als Kind aber auch in Essen und den Niederlanden. In den Sommerferien besuchte sie regelmäßig ihre Großmutter, die in Haifa lebte. Die Großmutter reiste nie wieder nach Deutschland und lehnte „Wiedergutmachung“ ab. Adler beschrieb die Atmosphäre im Haus der Großmutter als sehr bedrückend, die Frau sei schwer traumatisiert, schroff und introvertiert gewesen. In Sharon Adlers Erziehung war die jüdische Religion wenig präsent, die Urgroßmutter war daran gewöhnt, ihr Jüdischsein zu verstecken, und feierte Weihnachten statt jüdischer Feiertage. Nur durch ihre Mutter habe sie später eine Synagoge besucht und Kontakt zur jüdischen Gemeinde gehabt, erzählte Sharon Adler in einem Interview. Als Kind der zweiten Generation nach der Shoah habe sie „viel aushalten“ müssen wie „Gute-Nacht-Geschichten aus dem Konzentrationslager“ und die Schilderungen des Verstecktseins der Mutter.
Seit 1983 lebt Sharon Adler in Berlin. Sie ist ausgebildete Fotografin und auch als Journalistin, Autorin und Moderatorin tätig. Sie hat eine Tochter, die sie alleine erzog, und wohnt in Kreuzberg.

## Projekte und Engagement

### Aviva-Berlin
1999 gründete Sharon Adler mit Hilfe eines Kredits über 30.000 Mark das Online-Magazin Aviva-Berlin, dessen Chefredakteurin sie bis heute ist. Auslöser war ihre Unzufriedenheit mit herkömmlichen Frauenmagazinen mit den Inhalten „Beauty und Fashion“. Aviva-Berlin engagiere sich für die Sichtbarmachung von Frauenbiographien, für interkulturelle Verständigung und gegen Rassismus und Antisemitismus, so die Selbstdarstellung, die Zielgruppe seien „politisch, wirtschaftlich und (multi)kulturell interessierte Frauen“. Das Magazin hat Rubriken wie „Women+Work“, „Veranstaltungen in Berlin“, „Kunst + Kultur“ und „Jüdisches Leben“. Das Magazin wird durch Anzeigen finanziert, in der Redaktion arbeiten die rund 40 Mitarbeiterinnen meist ehrenamtlich.

### Jüdische Frauengeschichte(n) in Berlin – Writing Girls
Im Jahr 2012 startete Adler zusammen mit der Redakteurin Britta Meyer ein Projekt, das jüdische Frauen ermunterte, Biografien jüdischer Frauen in Berlin zu schreiben. Dabei ging es darum, die Vielfältigkeit von jüdischem Leben und Judentum in Berlin zu zeigen und Frauen zu porträtieren, die nicht berühmt waren. Die Autorinnen des Projekts kamen aus der ehemaligen Sowjetunion, Israel, Frankreich, Chile und den USA. Die entstandenen Artikel wurden auf Aviva-Berlin veröffentlicht. Nach Ablauf der Förderung durch die Stiftung Zurückgeben, die auf das Jahr 2012 begrenzt war, konnten Interessierte Patinnenschaften für einzelne Projekte übernehmen, um Übersetzung und Recherche zu finanzieren.

### Stiftung Zurückgeben
Sharon Adler ist seit 2013 ehrenamtliche Vorsitzende der Stiftung Zurückgeben, die sich einerseits für die Rückgabe in der NS-Zeit enteigneter Wertgegenstände von Jüdinnen und Juden engagiert und andererseits jüdische Frauen mit Stipendien fördert, um Projekte wie Filme, Romane oder Forschungsarbeiten zu realisieren.

### Schalom Aleikum
Im 2014 von Sharon Adler gegründeten Dialogprojekt Schalom Aleikum – Als Freundin hinzufügen konnten muslimische und jüdische Mädchen und junge Frauen ein Tandem bilden und gemeinsam über ihre Gemeinsamkeiten und Unterschiede schreiben. Die Texte wurden bei Aviva-Berlin redaktionell betreut und veröffentlicht. Das Projekt wurde in Kooperation mit dem Bildungswerk Berlin der Heinrich-Böll-Stiftung durchgeführt.

## Auszeichnungen
Sharon Adler wurde 2012 mit dem Berliner Frauenpreis ausgezeichnet. Ihre Laudatorin, die Schauspielerin und Journalistin Mo Asumang schrieb: „Sharon Adler setzt sich mit ihrer Arbeit unermüdlich für Emanzipation und gegen Sexismus, Antisemitismus, Rassismus und Diskriminierung aller Art ein. Aviva-Berlin lässt Frauen zu Wort kommen, die etwas zu sagen haben, Frauen, die es geschafft oder noch nicht geschafft haben. Oder Frauen, die tot und vergessen sind.“ Adler schaffe Öffentlichkeit für Themen, für die sich die großen Zeitungen meistens nicht interessierten. Dies sei „besonders wichtig für junge Frauen, die sich ansonsten an Role Models orientieren, die sich in DSDS oder Germany’s Next Top Model bewegen“.
Für ihr ehrenamtliches Engagement für die Gleichstellung von Frauen und ihr Engagement auf dem Gebiet der Erinnerungskultur wurde Sharon Adler im Februar 2025 von Berlins regierendem Bürgermeister Kai Wegner mit dem Bundesverdienstkreuz am Bande ausgezeichnet.

## Veröffentlichungen
- Damenwahl. Frauen und ihre Autos. Lardonverlag, Berlin, 2006. ISBN  9783897699175
- Halle ist überall – Stimmen jüdischer Frauen: Mit Fotos von Sharon Adler und anderen. Lichtigverlag, Berlin. 2020. ISBN  978-3929905427